# Welykyj Rakowez
Welykyj Rakowez (ukrainisch Великий Раковець; russisch Великий Раковец Weliki Rakowez, slowakisch Veľký Rakovec, ungarisch Nagyrákóc) ist ein Dorf im Zentrum der ukrainischen Oblast Transkarpatien mit etwa 4500 Einwohnern.
Das 1330 erstmals schriftlich erwähnte Dorf liegt 12 km südöstlich vom ehemaligen Rajonszentrum Irschawa.
Am 12. Juni 2020 wurde das Dorf ein Teil neu gegründeten Landgemeinde Bilky im Rajon Chust; bis dahin bildete es zusammen mit dem Dorf Sabolotne (Заболотне) die Landratsgemeinde Welykyj Rakowez (Великораковецька сільська рада/Welykorakowezka silska rada) im Süden des Rajons Irschawa.

## Persönlichkeiten
- Anton Kopynez (Антон Михайлович Копинець; 1931–1980), ukrainischer Schriftsteller und Journalist